# Dasybasis neobasalis
Dasybasis neobasalis är en tvåvingeart som först beskrevs av Taylor 1918.  Dasybasis neobasalis ingår i släktet Dasybasis och familjen bromsar. Inga underarter finns listade i Catalogue of Life.